# Luật Hôn nhân và Gia đình (Việt Nam)
Luật Hôn nhân và Gia đình là một đạo luật của Việt Nam được Quốc hội nước Việt Nam Dân chủ Cộng hòa khóa I, kỳ họp thứ 11 thông qua vào ngày 19 tháng 12 năm 1959. Đạo luật được thông qua dựa trên sắc lệnh số 97 của Chủ tịch nước Việt Nam Dân chủ Cộng hòa Hồ Chí Minh ban hành vào ngày 22 tháng 5 năm 1950. Sau khi được thông qua lần đầu tiên, đạo luật cũng đã có nhiều lần thay đổi toàn bộ lần lượt vào năm 1986, 2000, 2010 (chỉ sửa đổi, bổ sung) và năm 2014.
Luật Hôn nhân và Gia đình 2014 đang được thực thi và sử dụng.

## Bối cảnh
Tiền thân của Luật Hôn nhân và Gia đình được cho là Sắc lệnh số 97/SL được ban hành vào ngày 22 tháng 5 năm 1950 bởi Chủ tịch nước Việt Nam Dân chủ Cộng hòa lúc bấy giờ là Hồ Chí Minh. Trong sắc lệnh đã đề cập đến 15 điều trong đó bao gồm việc ly hôn giữa các cặp vợ chồng và cho phép kết hôn trong giai đoạn để tang. Sắc lệnh sau đó cũng đã được kiểm tra bởi Thứ trưởng Bộ Tư pháp Trần Công Tường. Tuy nhiên, sắc lệnh cũng chưa đề cập đến vấn đề một vợ một chồng và đăng ký kết hôn giữa các cặp đôi.

## Giai đoạn luật

### Luật Hôn nhân và Gia đình 1959
Sau khi nhà nước Việt Nam Dân chủ Cộng hòa tuyên bố độc lập, trong phiên họp thứ 11 của Quốc hội Việt Nam Dân chủ Cộng hòa khóa I, Luật Hôn nhân và Gia Đình chính thức được thông qua vào ngày 29 tháng 12 năm 1959. Luật bao gồm 6 chương và tổng cộng 35 điều. Trong Điều 1 của Luật đã bắt đầu quy định về chế độ một vợ một chồng bao gồm việc cấm người đang có vợ hoặc chồng kết hôn với người khác trong Điều 5. Luật cũng đã quy định về độ tuổi kết hôn lần lượt là 18 đối với nữ và 20 đối với nam. Đồng thời, hình thức đăng ký kết hôn cũng đã xuất hiện khi hôn nhân sẽ chỉ hợp pháp khi việc kết hôn phải được công nhận và ghi vào sổ kết hôn của Ủy ban Hành chính cơ sở nơi sinh sống ở bên nữ hoặc bên nam.
Luật Hôn nhân và Gia đình 1959 chính thức được thực thi vào ngày 13 tháng 1 năm 1960 ở khu vực miền Bắc Việt Nam. Sau khi thống nhất, đến ngày 25 tháng 3 năm 1977, Hội đồng Chính phủ Việt Nam ban hành Nghị quyết 76/CP thì Luật mới có giá trị áp dụng trên toàn Việt Nam. Tuy nhiên, vào ngày 22 tháng 2 năm 1978, Tòa án Tối cao Việt Nam đã ra Thông tư số 60 liên quan đến các vấn đề giải quyết tranh chấp trong việc cán bộ, bộ đội đã kết hôn ở miền Nam và khi di chuyển ra Bắc đã kết hôn mới. Thông tư này đã quy định áp dụng thủ tục ly hôn đối với quan hệ vợ chồng giữa người chồng và người vợ lấy sau.

### Luật Hôn nhân và Gia đình 1986
Sau khi Hiến pháp 1980 được thông qua, dựa trên Điều 64 và 65 của Hiến pháp, Luật Hôn nhân và Gia đình 1986 (mang số 21-LCT/HĐNN7) chính thức được thông qua vào 29 tháng 12 năm 1986 bởi Quốc hội nước Cộng hòa xã hội chủ nghĩa Việt Nam khóa VII trong kỳ họp thứ 12 bao gồm 57 điều và 10 chương. Trong Luật mới đã có những sửa đổi và bổ sung đáng kể trong việc cấm kết hôn bao gồm việc tảo hôn, cưỡng ép kết hôn, cản trở hôn nhân... Đồng thời, lần đầu tiên Luật cũng đề cập đến vấn đề kết hôn với người nước ngoài. Mặc dù pháp luật Việt Nam đã quy định việc một vợ một chồng từ Luật 1959 và tái khẳng định trong Luật 1986, tuy nhiên, trong giai đoạn này, Nhà nước Việt Nam vẫn thừa nhận các trường hợp cán bộ và bộ đội Việt Nam tập kết tại miền Bắc vào năm 1954 đã có vợ, có chồng tại miền Nam mà lấy vợ, lấy chồng ở miền Bắc. Đến ngày 20 tháng 1 năm 1988, Hội đồng Thẩm phán Tòa án Nhân dân Tối cao đã ban hành Nghị quyết 01/NQ-HĐTP bao gồm hướng dẫn áp dụng Luật Hôn nhân và Gia đình 1986 và một số trường hợp phải hủy hôn.

### Luật Hôn nhân và Gia đình 2000
Sau 8 năm kể từ khi Việt Nam thông qua Hiến pháp 1992, trong kỳ họp thứ 7 Quốc hội Việt Nam khóa X chính thức thông qua Luật Hôn nhân và Gia đình 2000 (mang số 22/2000/QH10) thay thế cho Luật Hôn nhân và Gia đình 1986 vào ngày 9 tháng 6 năm 2000. Luật bao gồm 110 Điều với tổng cộng 13 chương và được thực thi vào ngày 1 tháng 1 năm 2001. Trong đạo luật cũng đã lần đầu tiên đề cập đến vấn đề hôn nhân cùng giới khi chính thức cấm việc kết hôn cùng giới tại Việt Nam. Đồng thời, luật pháp Việt Nam cũng chính thức quy định việc kết hôn phải đăng ký theo đúng quy định thì mới phù hợp với quy định pháp lý. Chính phủ Việt Nam sau đó cũng ban hành nhiều nghị định hướng dẫn trong đó có việc khuyến khích đăng ký kết hôn đối với các cặp đôi đã kết hôn trước ngày 3 tháng 1 năm 1987 – khoảng thời gian trước khi Luật Hôn nhân và Gia đình 1986 thực thi. Đối với giai đoạn từ sau khi Luật Hôn nhân và Gia đình 1986 được thực thi đến ngày 1 tháng 1 năm 2001 – khoảng thời gian Luật Hôn nhân và Gia đình 2001 được thực thi, các cặp đôi sống chung nhau được chính phủ yêu cầu phải đăng ký kết hôn trong thời hạn đến ngày 1 tháng 1 năm 2003. Sau thời gian này, các cặp đôi không đăng ký kết hôn sẽ không được pháp luật công nhận là vợ chồng.
Tuy nhiên, đến ngày 17 tháng 6 năm 2010 trong kỳ họp thứ 7 của Quốc hội khóa XII đã thông qua Luật nuôi con nuôi với việc bãi bỏ toàn bộ Chương VIII, Điều 105 và sửa đổi, bổ sung Điều 109 trong Luật Hôn nhân và Gia đình 2000. Cụ thể, đối với Điều 109 trong Luật Hôn nhân và Gia đình 2000, đã sửa đổi "việc nuôi con nuôi được thực hiện theo quy định của Luật nuôi con nuôi".

### Luật Hôn nhân và Gia đình 2014
Hiến pháp mới của Việt Nam được thông qua vào năm 2013 thì sau đó một năm, trong kỳ họp thứ 7 của Quốc hội Việt Nam khóa XIII đã chính thức thông qua Luật Hôn nhân và Gia đình 2014 (mang số 52/2014/QH13) thay thế hoàn toàn cho Luật Hôn nhân và Gia đình 2000 vào ngày 19 tháng 6 năm 2014. Luật chính thức có hiệu lực vào ngày 1 tháng 1 năm 2015. Trong Luật mới số lượng Điều đã tăng lên 133, tuy nhiên, số chương đã giảm về 9. Luật Hôn nhân và Gia đình 2014 cũng được xem là có nhiều điểm đổi mới khi chuyển đổi việc cấm kết hôn cùng giới thành "không thừa nhận" hôn nhân cùng giới. Đồng thời, đây cũng là lần đầu tiên, luật pháp hợp pháp hóa việc mang thai hộ, tuy chỉ với mục đích nhân đạo.

## Một số nội dung cơ bản

### Kết hôn
Luật Hôn nhân và Gia đình 1959 có quy định về chế độ một vợ một chồng và nghiêm cấm hành vi kết hôn với người khác khi đã có vợ hoặc chồng. Đồng thời, luật cũng áp dụng quy định về độ tuổi kết hôn lần lượt ở 18 tuổi đối với nữ và 20 tuổi đối với nam. Ngoài ra, luật cũng cấm kết hôn đối với các trường hợp trực hệ, giữa cha mẹ nuôi và con nuôi, giữa các anh chị em ruột hoặc cùng cha khác mẹ/cùng mẹ khác cha trong gia đình. Tuy nhiên, đối với các trường hợp khác lại cho phép cấm hoặc không tùy vào phong tục địa phương. Việc kết hôn cũng chỉ được hợp pháp khi được công nhận và ghi vào sổ kết hôn của chính quyền địa phương.
Đến năm 1986 khi Luật Hôn nhân và Gia đình mới được thông qua, Việt Nam tiêp tục bổ sung thêm việc cấm tảo hôn, cưỡng ép kết hôn, cản trở hôn nhân và cưỡng ép ly hôn. Đồng thời, thay đổi việc "cấm hành vi kết hôn với người khác khi đã có vợ hoặc chồng" thành "cấm hành vi kết hôn hoặc chung sống như vợ chồng với người khác khi đang có vợ, có chồng". Ngoài ra, Luật cũng bắt đầu đề cập các điều khoản liên quan đến việc kết hôn với người nước ngoài. Một pháp lệnh có liên quan đến hôn nhân với người nước ngoài cũng đã được ban hành bổ sung vào ngày 2 tháng 12 năm 1993 và được thực thi từ ngày 1 tháng 3 năm 1994.
Đến năm 2000, pháp luật đã bổ sung thêm việc cấm kết hôn giữa những người cùng giới tính và một số trường hợp khác như kết hôn giả tạo, lừa dối kết hôn – ly hôn. Ngoài ra, luật cũng quy định bổ sung thêm các quyền yêu cầu hủy kết hôn. Trong Luật Hôn nhân và Gia đình năm 2014 khi được viết lại đã bổ sung thêm cụm từ "đủ" đối với độ tuổi kết hôn giữa nam và nữ, cụ thể trở thành "nam từ đủ 20 tuổi trở lên, nữ từ đủ 18 tuổi trở lên". Đồng thời, Luật cũng chính thức xóa bỏ việc cấm kết hôn cùng giới, tuy nhiên không công nhận việc này.

### Ly hôn và ly thân

#### Ly hôn
Từ Luật Hôn nhân và Gia đình 1959, vấn đề ly hôn cũng đã được đề cập cụ thể khi cả hai bên tình nguyện. Tuy nhiên, trong trường hợp đơn phương ly hôn thì phải đưa ra "mục đích của hôn nhân không đạt được" và "đời sống chung không thể kéo dài". Luật cũng áp dụng trường hợp cấm người chồng ly hôn khi vợ đang mang thai đến trước một năm sau sinh. Đối với con chung nếu có, các cặp vợ chồng được quy định phải có quyền và mọi nghĩa vụ đối với con. Đồng thời, phải bảo vệ quyền lợi người vợ và con chưa thành niên. Ngoài ra, trong Luật Hôn nhân và Gia đình 1986, các vấn đề về tài sản sau ly hôn cũng được đề cập cụ thể bao gồm việc các bên được giữ tài sản riêng sau ly hôn và đối với tài sản chung sẽ được chia đôi tùy theo tình trạng và công sức đóng góp của các bên. Tuy nhiên, đến khi Luật Hôn nhân và Gia đình 2014 được thông qua, việc ly hôn không chỉ vợ/chồng hoặc cả vợ/chồng yêu cầu ly hôn mà cả cha, mẹ, người thân thích của cả hai cũng có quyền yêu cầu này khi một bên vợ/chồng được xác định mắc bệnh tâm thần, hoặc các bệnh không thể nhận thức, làm chủ hành vi hoặc trong trường hợp bị bạo lực gia đình.

#### Ly thân
Các vấn đề liên quan đến ly thân từng được đề cập trong Dân luật 1972 bao gồm cả một Tiết riêng bao gồm 5 Điều kéo dài từ Điều 202 tới Điều 206. Tuy nhiên, qua các đời luật của Nhà nước Việt Nam thống nhất thì vấn đề ly thân giữa các cặp đôi vẫn không được đề cập cụ thể. Theo một số thống kê được đăng tải trên Trung tâm nghiên cứu giới, gia đình và cộng đồng đã trích dẫn cho rằng có 90% các cặp đôi ly hôn từng ly thân và 70% các cặp đôi ly hôn khi vừa mới kết hôn. Tạp chí Tòa án nhân dân cũng đã dẫn lời từ tạp chí Kiểm sát cho rằng Việt Nam nên có chế định ly thân trong Luật Hôn nhân và Gia đình.

### Quan hệ giữa cha mẹ và con cái
Quan hệ giữa cha mẹ và con cái được quy định cụ thể trong Luật Hôn nhân và Gia đình 1959 thông qua việc "thương yêu, nuôi nấng, giáo dục con cái" đối với cha mẹ và "kính yêu, săn sóc, nuôi dưỡng cha mẹ" đối với con cái. Việc bình đẳng giữa các con và giới tính các con, cấm bạo hành con cái cũng được áp dụng và đối với trường hợp vứt hại trẻ sơ sinh cũng được quy định xử lý theo luật Hình sự. Ngoài ra, luật cũng cho phép việc nhận con nuôi của các cặp vợ chồng với điều kiện phải khai báo với chính quyền địa phương và không được phân biệt con nuôi với con ruột. Đến năm 1986, khi Luật Hôn nhân và Gia đình mới được thông qua đã đề cập và bổ sung thêm các vấn đề liên quan đến việc cha mẹ phải đại diện cho con cái chưa thành niên trước pháp luật bao gồm việc chịu trách nhiệm pháp lý. Đồng thời, bổ sung thêm quy định việc ngừng cho phép giữ con trong trường hợp cha mẹ xâm phạm vào thân thể hoặc nhân phẩm của con cái khi chưa thành niên. Trong trường hợp, con cái không còn cha mẹ, Luật quy định ông, bà sẽ có trách nhiệm thay thế và ngược lại.

### Nhận con nuôi
Vấn đề nhận con nuôi đã được đề cập trong Luật Hôn nhân và Gia đình 1959, tuy nhiên chỉ ở một điều khoản nhỏ. Đến Luật Hôn nhân và Gia đình 1986 đã dành riêng một chương đề cập đến vấn đề nhận con nuôi bao gồm các quyền và nghĩa vụ trong các vấn đề quan hệ giữa cha mẹ và con nuôi như quan hệ giữa cha mẹ và con ruột. Luật cũng quy định việc, con nuôi phải ở trong độ tuổi từ 15 trở xuống trừ trường hợp con nuôi là thương binh, người tàn tật hoặc làm con nuôi cho người già yếu. Đối với người nuôi con, cũng phải đủ 20 tuổi. Việc nuôi con nuôi phải được sự đồng ý giữa cha mẹ ruột hoặc người đỡ đầu con nuôi với cặp đôi nuôi. Trong trường hợp, con nuôi trên 9 tuổi thì phải có sự đồng ý của con nuôi. Luật pháp cũng quy định việc chấm dứt con nuôi. Đến năm 2010, trong kỳ họp thứ 7 của Quốc hội khóa XII đã thông qua Luật nuôi con nuôi và bãi bỏ Chương VIII, Điều 105 và các nội dung có liên quan đến việc nuôi con nuôi. Luật này bắt đầu được thực thi từ ngày 1 tháng 1 năm 2011.

### Mang thai hộ
Đến khi Luật Hôn nhân và Gia Đình 2014 được thông qua, cụm từ "mang thai hộ" chính thức được đề cập bao gồm việc cho phép mang thai hộ vì mục đích nhân đạo và cấm mang thai hộ vì mục đích thương mại. Các thông tin về việc mang thai hộ cũng được nêu cụ thể từ Điều 93 đến Điều 100 trong đạo luật bao gồm về các điều kiện mang thai hộ, xác định cha mẹ trong trường hợp mang thai hộ, thỏa thuận giữa các bên, quyền và nghĩa vụ của các bên cũng như các vấn đề liên quan đến tranh chấp hay các hành vi vi phạm liên quan đến việc mang thai hộ. Để được mang thai hộ vì lý do nhân đạo, các cặp đôi phải có các điều kiện bao gồm: Giấy xác nhận từ tổ chức y tế về việc người vợ không thể mang thai và sinh con ngay trong trường hợp đã áp dụng về các kỹ thuật hỗ trợ sinh sản; vợ chồng chưa có con chung và đã được tư vấn các vấn đề liên quan. Đồng thời, người mang thai hộ cũng được quy định phải là "người thân thích cùng hàng".

### Hôn nhân cùng giới
Các vấn đề liên quan đến hôn nhân cùng giới đã không được đề cập cho đến khi Luật Hôn nhân và Gia đình 2000 được thông qua. Trong luật đã quy định việc cấm kết hôn giữa những người cùng giới tính. Tuy nhiên, đến khi Luật Hôn nhân và Gia đình 2014 được thông qua, việc kết hôn cùng giới tại Việt Nam đã không còn bị cấm mà được thay thế bằng việc "không thừa nhận". Trong giai đoạn Luật Hôn nhân và Gia đình 2014 được soạn thảo, nhiều ý kiến cũng đã đề xuất về việc nên cho phép kết hợp dân sự giữa những người cùng giới tính thay vì hôn nhân đồng giới.